# Francolí de Natal
El francolí de Natal (Pternistis natalensis) és una espècie d'ocell de la família dels fasiànids (Phasianidae) que habita praderies, sabanes i boscos d'Àfrica meridional, des de Zàmbia i Moçambic, cap al sud, a través de Zimbàbue i Botswana fins al nord de Sud-àfrica.